# Jean-Pierre Darroussin
Jean-Pierre Darroussin (Courbevoie, 4 dicembre 1953) è un attore francese.
Durante la sua lunga e ricca carriera cinematografica ha recitato in numerosi film distribuiti internazionalmente ed è stato apprezzato dalla critica sia per il suo talento comico che per quello drammatico.
È stato candidato due volte al Premio César come migliore attore, per le pellicole Le poulpe (1998) e Il mio amico giardiniere (2007), e per tre volte come migliore attore non protagonista, per i film Cuisine et dépendances (1993), Aria di famiglia (1996) e Marius e Jeannette (1997), vincendo il premio per Aria di famiglia.

## Filmografia parziale

### Attore
- Il sostituto (Coup de tête), regia di Jean-Jacques Annaud (1979)
- Psy, regia di Philippe de Broca (1981)
- Celles qu'on n'a pas eues, regia di Pascal Thomas (1981)
- Est-ce bien raisonnable?, regia di Georges Lautner (1981)
- Notre histoire, regia di Bertrand Blier (1984)
- Ki lo sa?, regia di Robert Guédiguian (1985)
- Mes meilleurs copains, regia di Jean-Marie Poiré (1989)
- Cuisine et dépendances, regia di Philippe Muyl (1993)
- À la vie, à la mort!, regia di Robert Guédiguian (1995)
- Aria di famiglia (Un air de famille), regia di Cédric Klapisch (1996)
- Marius e Jeannette (Marius et Jeannette), regia di Robert Guédiguian (1997)
- Parole, parole, parole... (On connaît la chanson), regia di Alain Resnais (1997)
- Al posto del cuore (À la place du coeur), regia di Robert Guédiguian (1998)
- Le poulpe, regia di Guillaume Nicloux (1998)
- Pranzo di Natale (La Bûche), regia di Danièle Thompson (1999)
- Qui plume la lune?, regia di Christine Carrière (1999)
- Il gusto degli altri (Le Goût des autres), regia di Agnès Jaoui (2000)
- À l'attaque!, regia di Robert Guédiguian (2000)
- La ville est tranquille, regia di Robert Guédiguian (2000)
- Domani andrà meglio (Ça ira mieux demain), regia di Jeanne Labrune (2000)
- 15 agosto (15 août), regia di Patrick Alessandrin (2001)
- Marie-Jo e i suoi due amori (Marie-Jo et ses deux amours), regia di Robert Guédiguian (2002)
- Riunione di condominio (Mille millièmes), regia di Rémi Waterhouse (2002)
- Ah! Se fossi ricco (Ah! Si j'étais riche), regia di Gérard Bitton e Michel Munz (2002)
- Il cuore degli uomini (Le Cœur des hommes ), regia di Marc Esposito (2003)
- Luci nella notte (Feux rouges), regia di Cédric Kahn (2004)
- Una lunga domenica di passioni (Un long dimanche de fiançailles), regia di Jean-Pierre Jeunet (2004)
- Per sesso o per amore? (Combien tu m'aimes?), regia di Bertrand Blier (2005)
- Le Voyage en Arménie, regia di Robert Guédiguian (2006)
- Le pressentiment, regia di Jean-Pierre Darroussin (2006)
- Il mio amico giardiniere (Dialogue avec mon jardinier), regia di Jean Becker (2007)
- Il viaggio di Jeanne (Les Grandes Personnes), regia di Anne Novion (2008)
- Le Voyage aux Pyrénées, regia di Arnaud e Jean-Marie Larrieu (2008)
- Erreur de la banque en votre faveur, regia di Gérard Bitton e Michel Munz (2009)
- Rien de personnel, regia di Mathias Gokalp (2009)
- L'Armée du crime, regia di Robert Guédiguian (2009)
- L'immortale (L'Immortel), regia di Richard Berry (2010)
- Le nevi del Kilimangiaro (Les Neiges du Kilimandjaro), regia di Robert Guédiguian (2011)
- Miracolo a Le Havre (Le Havre), regia di Aki Kaurismäki (2011)
- Le Bureau - Sotto copertura (Le Bureau des légendes) - serie TV (2015-2018)
- La casa sul mare (La villa), regia di Robert Guédiguian (2017)
- La promessa dell'alba (La promesse de l'aube), regia di Éric Barbier (2017)
- Gloria Mundi, regia di Robert Guédiguian (2019)
- Des hommes, regia di Lucas Belvaux (2020)
- Le trésor du petit Nicolas, regia di Julien Rappeneau (2021)
- Rumba Therapy (Rumba la vie), regia di Franck Dubosc (2022)
- La scuola è nostra (L'école est à nous), regia di Alexandre Castagnetti (2022)
- Je verrai toujours vos visages, regia di Jeanne Herry (2023)
- Il teorema di Margherita (Le Théorème de Marguerite), regia di Anna Novion (2023)
- E la festa continua! (Et la fête continue), regia di Robert Guédiguian (2023)
- La gazza ladra (La Pie voleuse), regia di Robert Guédiguian (2024)

### Regista e sceneggiatore
- C'est trop con! (1992) - cortometraggio
- Le pressentiment (2006)

## Doppiatori italiani
- Angelo Maggi in 15 agosto, Marie-Jo e i suoi due amori, Ah! Se fossi ricco, Il viaggio di Jeanne, La casa sul mare, Gloria Mundi, la scuola è nostra
- Enrico Di Troia in Una lunga domenica di passioni, Le Bureau - Sotto copertura, La promessa dell'alba
- Danilo De Girolamo ne Il cuore degli uomini, Luci nella notte
- Pasquale Anselmo in Rumba Therapy, L'immortale, La gazza ladra'
- Oliviero Dinelli in Pranzo di Natale
- Ennio Coltorti in Per sesso o per amore?
- Franco Zucca ne Il mio amico giardiniere
- Rodolfo Bianchi in Le nevi del Kilimangiaro
- Franco Mannella in Miracolo a Le Havre
- Luciano Roffi in Irma Vep - La vita imita l'arte